# Kimi Räikkönen
Kimi Matias Räikkönen (født 17. oktober 1979 i Espoo) er en finsk racerkører. Han anses af fagfolk for at være en af de senere års bedste i Formel 1 og er den tredje finske verdensmester efter Keke Rosberg og Mika Häkkinen.

## Formel 1

### Sauber (2001)
Räikkönen fik sin Formel 1-debut i 2001 i en Sauber og hentede points straks i sit første Grand Prix i Australien.

### McLaren (2002-2006)
I 2002 skiftede han til McLaren, og igen gjorde han en god begyndelse i årets første løb i Australien: Han kom på sejrspodiet for første gang med en tredjeplads.
Senere på året var han i Frankrig tæt på sin første sejr; men en udskridning i en oliepøl sendte ham ned på andenpladsen. I stedet kom den første sejr i 2003 i Malaysias Grand Prix, han startede fra en 7. plads og vandt på fornem vis, med at slå Rubens Barrichello med hele 39.3 sekunder. Han var med i kampen om verdensmesterskabet hele året og manglede i den sidste ende kun to points for at blive verdensmester.
2004 var en skuffelse, og selv om Räikkönen vandt Belgiens Grand Prix, var han aldrig tæt på kampen om de højeste placeringer i det samlede pointsregnskab. 
I 2005 var han sammen med Fernando Alonso den dominerende kører; men mekaniske problemer kostede ham mange points. Han sluttede på andenpladsen i den samlede stilling med 7 sejre. Særligt den vanvittige sejr på Suzuka banen i Japan, skabte en del opmærksomhed. Det regnede så meget i kvalifikation at, de tre stjernekørere, Michael Schumacher, Fernando Alonso og Kimi selv, endte på de sidste pladser. Kimis McLaren var til løbet blevet tanket meget, og han kunne derfor køre en del omgange før pitstop blev en nødvendighed. På sidste omgang overhalede han Giancarlo Fisichella – der lå til at vinde løbet – efter at have startet fra 17. pladsen. Fisichella sagde selv på pressemødet, at han gjorde sit bedste.
Sæsonen 2006 var en ren katastrofe for Räikkönen og ikke mindst for McLaren-Mercedes. Oveni hans sædvanlige mekaniske problemer, vandt han ikke et eneste Grand Prix og sluttede på en samlet femteplads. Han bekendtgjorde senere ved Italiens Grand Prix i Monza og i forbindelse med Michael Schumachers exit fra Formel 1, at han havde skrevet under på en 3-årig kontrakt med Ferrari, og at han ville køre for Ferrari fra starten af 2007-sæsonen

### Ferrari (2007-2009)
2007-sæsonen skulle vise sig som en af de tætteste nogensinde og blev året hvor Räikkönen endelig kunne kalde sig verdensmester. I 2007 vandt han åbningsløbet i Melbourne, samt løbene i Frankrig, England, Belgien, Kina og Brasilien. Han fik i hele sæsonen 110 point, hvilket lige netop var nok til at sikre ham verdensmesterskabet foran Lewis Hamilton og Fernando Alonso, som begge sluttede med 109 point. Kimi Räikkönens kontrakt med Ferrari løber til og med 2010.
Efter 2008, hvilket ikke var en særlig god sæson for Kimi, kørte han imellem 2008, og 2009 sæsonen 2 rallyer.
Den 30. september 2009 offentliggjorde Ferrari, at kontrakten med Kimi ville blive brudt, selvom han havde en kontrakt til at køre for dem i 2010. Hans afløser var Fernando Alonso. Det blev forventet, han ville vende tilbage til McLaren sammen med Lewis Hamilton, men forhandlingerne med holdet mislykkedes. Han var tilknyttet til Mercedes GP, men til sidst underskrev de Michael Schumacher og Nico Rosberg. Toyota F1, før de trak sig ud af Formel 1, havde en kontrakt med Räikkönen, til at køre for dem og erstatte Timo Glock for 2010, men han nægtede at skrive under på kontrakten til Toyota.

### Lotus (2012-2013)
I efteråret 2011 skriver Kimi kontrakt med Lotus Renault GP, – en 2-års kontrakt. The Iceman er tilbage i formel 1.
I 2012 kørte han sig på tredjepladsen i verdensmesterskabet og vandt et løb undervejs.
Året efter vandt han det første løb i Melbourne. Han sluttede på femtepladsen i mesterskabet - selvom han gik glip af de to sidste løb på grund af en rygoperation.

### Tilbage til Ferrari (2014-2018)
Den 11. september 2013 skrev Kimi en 2-års kontrakt med Ferrari, som han også kørte for fra 2007 til 2009.

### Alfa Romeo Racing (2019-2021)
Den 1. September 2021 annoncerede Kimi, at han stopper i Formel 1 ved udgangen af 2021 sæsonen

## Resultater

### Komplette Formel 1-resultater
(Forklaring) (Resultater i fed skrift indikerer pole position, resultater i kursiv indikerer hurtigste omgang)
| År   | Team                      | Chassis                                | Motor                             | 1       | 2       | 3       | 4       | 5       | 6       | 7       | 8       | 9       | 10      | 11      | 12      | 13      | 14      | 15      | 16      | 17      | 18      | 19     | 20      | 21    | Plads | Point |
| ---- | ------------------------- | -------------------------------------- | --------------------------------- | ------- | ------- | ------- | ------- | ------- | ------- | ------- | ------- | ------- | ------- | ------- | ------- | ------- | ------- | ------- | ------- | ------- | ------- | ------ | ------- | ----- | ----- | ----- |
| 2001 | Sauber Petronas           | Sauber C20                             | Petronas (Ferrari) 01A 3,0 V10    | AUS 6   | MAL Ret | BRA Ret | SMR Ret | ESP 8   | AUT 4   | MON 10  | CAN 4   | EUR 10  | FRA 7   | GBR 5   | GER Ret | HUN 7   | BEL Ret | ITA 7   | USA Ret | JPN Ret |         |        |         |       | 10.   | 9     |
| 2002 | West McLaren Mercedes     | McLaren MP4-17                         | Mercedes FO110M 3,0 V10           | AUS 3   | MAL Ret | BRA 12  | SMR Ret | ESP Ret | AUT Ret | MON Ret | CAN 4   | EUR 3   | GBR Ret | FRA 2   | GER Ret | HUN 4   | BEL Ret | ITA Ret | USA Ret | JPN 3   |         |        |         |       | 6.    | 24    |
| 2003 | West McLaren Mercedes     | McLaren MP4-17D                        | Mercedes FO110M/P 3,0 V10         | AUS 3   | MAL 1   | BRA 2   | SMR 2   | ESP Ret | AUT 2   | MON 2   | CAN 6   | EUR Ret | FRA 4   | GBR 3   | GER Ret | HUN 2   | ITA 4   | USA 2   | JPN 2   |         |         |        |         |       | 2.    | 91    |
| 2004 | West McLaren Mercedes     | [[McLaren MP4-19/B\|McLaren MP4-19/B]] | Mercedes FO110Q 3,0 V10           | AUS Ret | MAL Ret | BHR Ret | SMR 8   | ESP 11  | MON Ret | EUR Ret | CAN 5   | USA 6   | FRA 7   | GBR 2   | GER Ret | HUN Ret | BEL 1   | ITA Ret | CHN 3   | JPN 6   | BRA 2   |        |         |       | 7.    | 45    |
| 2005 | McLaren Mercedes          | McLaren MP4-20                         | Mercedes FO110R 3,0 V10           | AUS 8   | MAL 9   | BHR 3   | SMR Ret | ESP 1   | MON 1   | EUR 11  | CAN 1   | USA DNS | FRA 2   | GBR 3   | GER Ret | HUN 1   | TUR 1   | ITA 4   | BEL 1   | BRA 2   | JPN 1   | CHN 2  |         |       | 2.    | 112   |
| 2006 | McLaren Mercedes          | McLaren MP4-21                         | Mercedes FO108S 2,4 V8            | BHR 3   | MAL Ret | AUS 2   | SMR 5   | EUR 4   | ESP 5   | MON Ret | GBR 3   | CAN 3   | USA Ret | FRA 5   | GER 3   | HUN Ret | TUR Ret | ITA 2   | CHN Ret | JPN 5   | BRA 5   |        |         |       | 5.    | 65    |
| 2007 | Scuderia Ferrari Marlboro | Ferrari F2007                          | Ferrari 056 2,4 V8                | AUS 1   | MAL 3   | BHR 3   | ESP Ret | MON 8   | CAN 5   | USA 4   | FRA 1   | GBR 1   | EUR Ret | HUN 2   | TUR 2   | ITA 3   | BEL 1   | JPN 3   | CHN 1   | BRA 1   |         |        |         |       | 1.    | 110   |
| 2008 | Scuderia Ferrari Marlboro | Ferrari F2008                          | Ferrari 056 2,4 V8                | AUS 8   | MAL 1   | BHR 2   | ESP 1   | TUR 3   | MON 9   | CAN Ret | FRA 2   | GBR 4   | GER 6   | HUN 3   | EUR Ret | BEL 18  | ITA 9   | SIN 151 | JPN 3   | CHN 3   | BRA 3   |        |         |       | 3.    | 75    |
| 2009 | Scuderia Ferrari Marlboro | Ferrari F60                            | Ferrari 056 2,4 V8                | AUS 15  | MAL 14  | CHN 10  | BHR 6   | ESP Ret | MON 3   | TUR 9   | GBR 8   | GER Ret | HUN 2   | EUR 3   | BEL 1   | ITA 3   | SIN 10  | JPN 4   | BRA 6   | ABU 12  |         |        |         |       | 6.    | 48    |
| 2012 | Lotus F1                  | Lotus E20                              | Renault RS27 2,4 V8               | AUS 7   | MAL 5   | CHN 14  | BHR 2   | ESP 3   | MON 9   | CAN 8   | EUR 2   | GBR 5   | GER 3   | HUN 2   | BEL 3   | ITA 5   | SIN 6   | JPN 6   | KOR 5   | IND 7   | ABU 1   | USA 6  | BRA 10  |       | 3.    | 207   |
| 2013 | Lotus F1                  | Lotus E21                              | Renault RS27 2,4 V8               | AUS 1   | MAL 7   | CHN 2   | BHR 2   | ESP 2   | MON 10  | CAN 9   | GBR 5   | GER 2   | HUN 2   | BEL Ret | ITA 11  | SIN 3   | KOR 2   | JPN 5   | IND 7   | ABU Ret | USA     | BRA    |         |       | 5.    | 183   |
| 2014 | Scuderia Ferrari          | Ferrari F14 T                          | Ferrari 059/3 1,6 V6 turbo hybrid | AUS 7   | MAL 12  | BHR 10  | CHN 8   | ESP 7   | MON 12  | CAN 10  | AUT 10  | GBR Ret | GER 11  | HUN 6   | BEL 4   | ITA 9   | SIN 8   | JPN 12  | RUS 9   | USA 13  | BRA 7   | ABU 10 |         |       | 12.   | 55    |
| 2015 | Scuderia Ferrari          | Ferrari SF15-T                         | Ferrari 059/4 1,6 V6 turbo hybrid | AUS Ret | MAL 4   | CHN 4   | BHR 2   | ESP 5   | MON 6   | CAN 4   | AUT Ret | GBR 8   | HUN Ret | BEL 7   | ITA 5   | SIN 3   | JPN 4   | RUS 8   | USA Ret | MEX Ret | BRA 4   | ABU 3  |         |       | 4.    | 150   |
| 2016 | Scuderia Ferrari          | Ferrari SF16-H                         | Ferrari 059/5 1,6 V6 turbo hybrid | AUS Ret | BHR 2   | CHN 5   | RUS 3   | ESP 2   | MON Ret | CAN 6   | EUR 4   | AUT 3   | GBR 5   | HUN 6   | GER 6   | BEL 9   | ITA 4   | SIN 4   | MAL 4   | JPN 5   | USA Ret | MEX 6  | BRA Ret | ABU 6 | 6.    | 186   |

Noter til tabellen:
- 1:  - Udgik af løbet, men blev klassificeret eftersom han havde fuldført over 90% af løbsdistancen.

## Privatliv
Kimi Räikkönen er født og opvokset i Espoo i Finland, sammen med sin mor, sin far Matti og sin bror Rami. I foråret 2004 blev Kimi Räikkönen gift med Jenni Dalhman. De blev separeret i februar 2013 og blev skilt i 2014. Kimi boede i Schweiz sammen med Jenni og deres hunde.
Kimi Räikkönen er nu sammen med Minna-Mari "Minttu" Virtanen. Den 28. januar 2015 fødte Virtanen parrets første barn, en dreng, Robin Räikkönen. Den 7. august 2016 blev de gift i en ceremoni i Siena, Italien.
I julen 2010 døde Kimi Räikkönens far, og det var et meget hård tab for Kimi, da det har været ham, der har støttet Kimi allermest og bakket ham op, siden han var helt lille.[kilde mangler]